# EDreams.es
eDreams.es una empresa en línea con sede en Madrid, España, que ofrece ofertas en vuelos regulares y chárter, aerolíneas de bajo costo, hoteles, alquiler de coches, paquetes dinámicos, paquetes de vacaciones y seguros de viaje.
La compañía accede a su inventario de asientos de aerolíneas a través de Sistemas de Distribución Global (GDS) como Amadeus, Galileo, Sabre y Worldspan, así como a través de integraciones directas con los sistemas de reserva de aerolíneas. Luego
compara, combina, filtra y revende  este inventario a los consumidores finales. Además de sus principales productos de vuelos, eDreams también revende hoteles, paquetes de vacaciones, trenes y seguros de viaje. eDreams también colabora con más de 450 aerolíneas en 155,000 rutas diferentes, así como con más de 855,000 hoteles en todo el mundo en 40,000 destinos.
La empresa fue fundada por Javier Pérez-Tenessa (Fundador y Presidente Honorario),  , James Hare y Mauricio Prieto Prieto. Pérez-Tenessa fue CEO de 2000 a 2015, cuando se retiró. Luego, El director de operaciones Dana Dunne se convirtió en CEO. Gerrit Goedkoop es el director de Operaciones de la compañía).

## Historia
La empresa fue fundada por Javier Pérez-Tenessa de Block, James Hare y Mauricio Prieto en Silicon Valley en el año 2000, con el apoyo de grupos financieros europeos y estadounidenses como DCM-Doll Capital Management, Apax Partners, Atlas Venture y 3i Group, entre otros. En el mismo año, la compañía trasladó su sede a Barcelona, España, y se lanzó en los mercados español e italiano, convirtiéndose en la primera agencia de viajes en línea en ofrecer sus servicios en España. Javier Pérez-Tenessa se desempeñó como CEO de 2000 a 2015. James Hare se desempeñó como Presidente y director general de Italia de 2000 a 2010. 
En octubre de 2006, la firma estadounidense de capital privado, TA Associates, adquirió eDreams por 153 millones de euros, convirtiéndose en la primera Adquisición Apalancada (LBO) de una compañía de Internet en el sur de Europa y, en ese momento, la más grande hasta la
fecha. En julio de 2010, la firma europea de capital privado, Permira, compró eDreams a TA Associates por una suma cercana a los 350 millones de euros. Permira se convirtió en el accionista mayoritario de la compañía y en junio de 2011 eDreams ODIGEO se formó a partir de la fusión con Go Voyages y la adquisición de Opodo y Travellink, convirtiéndose en la mayor compañía de viajes en línea en Europa, y entre las cinco más grandes del mundo. Javier Pérez-Tenessa fue nombrado CEO de eDreams ODIGEO. 
En 2012, eDreams lanzó su aplicación gratuita para iPhone. Numerosos lanzamientos adicionales han incluido características como la inclusión de notificaciones en la aplicación y guías de viaje para dispositivos iOS y Android, lanzadas en junio de 2016. En septiembre de 2013, eDreams ODIGEO adquirió el buscador de viajes Liligo.
En abril de 2014, la compañía completó su oferta pública inicial (OPI) de 433 millones de euros en la Bolsa de Madrid, que la valorizó en alrededor de 1.5 mil millones de dólares. Esta fue la primera oferta pública inicial de una startup en España, y sigue siendo la única OPI de una startup en la historia española. También se convirtió así eDreams en el primer "unicornio" de Internet de España.
En diciembre de 2015, la compañía trasladó su sede en Barcelona del World Trade Center a nuevas oficinas. Los departamentos de Servicio de Atención Telefónica y Atención al Cliente se trasladaron a la Zona Franca, mientras que el resto de los departamentos se trasladaron al centro de Barcelona en el distrito del Ensanche.
En enero de 2015, Javier Pérez-Tenessa se retiró como CEO y presidente de la compañía. Dana Dunne, segundo al mando como director de operaciones, fue ascendido a director ejecutivo, y el director no ejecutivo Philip Wolf se convirtió en presidente.  Los cofundadores restantes se fueron poco después, con James Hare renunciando a la Junta en marzo de 2015.

## Ingresos y expansión
eDreams obtiene sus ingresos mediante la venta de sus productos de viaje y publicidad. En el año fiscal 2011, eDreams fue el grupo de agencias de viajes en línea más grande de Europa, con reservas brutas de 3.9 mil millones de euros, y más de 14 millones de clientes en todo el mundo.
En el año fiscal 2012, la compañía continuó su plan de internacionalización y se expandió a 10 nuevos mercados: Egipto, Hong Kong, Indonesia, Marruecos, Nueva Zelanda, Singapur, Sudáfrica y Tailandia.
En el mismo año, las reservas brutas de la compañía fueron de 4.15 mil millones de euros con más de 8.7 millones de compras en línea.
En el año fiscal 2013 (finalizado en marzo de 2014), el último año de resultados presentados por el Sr. Pérez-Tenessa, eDreams continuó siendo el mayor vendedor en línea de vuelos del mundo y la compañía de comercio electrónico más grande de Europa en términos de ganancias, con un volumen de negocios cercano a los 4.400 millones de euros y 9,8 millones de compras en línea. Esto supuso un aumento del 12% en la reserva frente al año anterior. Los ingresos fueron de 426 millones, un aumento del 15% interanual, un EBITDA de 118 millones, un aumento del 8% respecto al año anterior y el ingreso neto fue de 20 millones, un aumento del 50% interanual.
En el año fiscal 2015 (finalizado en marzo de 2016), eDreams tuvo reservas brutas de más de 4.5 mil millones de euros con casi 10.7 millones de compras en línea.
En el año fiscal 2017 (finalizado en marzo de 2018), eDreams tuvo 11,7 millones de compras (aumento del 3% frente al año anterior), 508 millones de euros de ingresos (aumento del 5% frente al año anterior) y 118 millones de euros de EBITDA, lo que equivale a su récord anterior del año fiscal 2013.

## Estudios
eDreams realiza estudios relacionados con la industria de viajes mediante encuestas a viajeros y desde 2012 ha publicado los siguientes estudios: "Los mejores aeropuertos del mundo", "Las mejores aerolíneas del mundo" y "Los mejores hoteles del mundo".

## Productos

### Prime
eDreams Prime tiene una suscripción anual llamada Prime.
Los clientes pueden suscribirse a Prime en la web de eDreams y tener acceso a descuentos en vuelos y hoteles. Los descuentos están vinculados al importe de la reserva: por ejemplo, si un cliente ha pagado entre 100 € y 199 € por su reserva, obtendrá un descuento medio de 40 €.
Actualmente eDreams Prime está disponible en Francia, Italia, España, Estados Unidos, Portugal y Reino Unido y en el futuro tiene previsto expandir el servicio a otros países.   

## Críticas
El servicio de eDreams Prime ha sido objeto de numerosas críticas por parte de consumidores, medios de comunicación y compañías del sector. Diversos usuarios han denunciado prácticas consideradas poco transparentes, como el cobro no autorizado de la suscripción al servicio Prime tras realizar una compra en la plataforma, sin que se informe de forma clara sobre la activación del servicio o sus condiciones. Estas prácticas han llevado a que algunos usuarios califiquen el sistema como una "estafa encubierta", especialmente por los cargos recurrentes que aparecen en sus cuentas sin un consentimiento explícito.
En abril de 2024, Ryanair presentó una denuncia ante el Ministerio de Consumo de España contra eDreams, alegando que el sistema de suscripción Prime podría inducir a error a los consumidores. La aerolínea solicitó incluso la ilegalización de dicho servicio, argumentando que confunde a los usuarios sobre los precios finales y sobre quién presta realmente el servicio de transporte.

## Disputas legales
eDreams ha enfrentado desafíos legales en Europa, junto con otras grandes compañías de internet como Google y Expedia. En 2011, el regulador italiano multó a eDreams y Expedia por prácticas comerciales desleales, debido en parte a la presión de las agencias de viajes convencionales.
En 2015, la Autoridad de Aviación Civil (CAA) lanzó una investigación sobre la transparencia de los precios, lo que culminó con el director del Grupo de Consumidores y Mercados de CAA, Richard Moriarty, declarando: "Estamos contentos de que eDreams y Opodo hayan trabajado con nosotros de manera constructiva y damos la bienvenida al número significativo de los cambios que han realizado en sus sitios web ".
Además, eDreams ha tenido varias disputas legales públicas con algunos de los socios comerciales de la compañía aérea. En particular, Ryanair y eDreams han tenido una batalla de relaciones públicas de varios años, con Ryanair acusando a Google y eDreams de prácticas injustas, sumado a numerosas contrademandas contra Ryanair por parte de eDreams.